# Beniamino Stella
Beniamino Stella (Pieve di Soligo, 18 agosto 1941) è un cardinale e arcivescovo cattolico italiano, dall'11 giugno 2021 prefetto emerito della Congregazione per il clero.

## Biografia
Nasce a Pieve di Soligo, in provincia di Treviso e diocesi di Vittorio Veneto, il 18 agosto 1941.

### Formazione e ministero sacerdotale
Nel 1960 si trasferisce a Roma, dov'è ospitato presso il Pontificio Seminario Romano Maggiore, e studia presso la Facoltà di teologia e filosofia della Pontificia Università Lateranense.
Il 19 marzo 1966 viene ordinato sacerdote dallo zio Costantino Stella, arcivescovo dell'Aquila. Dopo essersi laureato in diritto canonico alla Lateranense, l'allora vescovo di Vittorio Veneto Albino Luciani lo destina alla Pontificia accademia ecclesiastica.
Avviato alla carriera diplomatica, a partire dal 1970 lavora nelle nunziature di Santo Domingo, Zaire e Malta.

### Ministero episcopale e cardinalato

#### Carriera diplomatica
Il 21 agosto 1987 è nominato nunzio apostolico nella Repubblica Centrafricana e delegato apostolico (nunzio dal 1989) in Ciad, ed eletto arcivescovo titolare di Midila. Il successivo 5 settembre viene consacrato vescovo nella Basilica di San Pietro da papa Giovanni Paolo II, co-consacranti l'arcivescovo, poi cardinale, Eduardo Martínez Somalo e il vescovo Jean Pierre Marie Orchampt. Il 7 novembre dello stesso anno è nominato anche nunzio apostolico presso la Repubblica del Congo.
Viene quindi trasferito alla nunziatura presso Cuba nel 1992, e poi in Colombia nel 1999.
Nel maggio 2007 partecipa alla V conferenza episcopale latinoamericana ad Aparecida. Il 13 ottobre del medesimo anno è nominato presidente della Pontificia accademia ecclesiastica, la prestigiosa istituzione che forma i diplomatici della Santa Sede.

#### Curia romana
Il 21 settembre 2013 è nominato prefetto della Congregazione per il clero da papa Francesco, in sostituzione del cardinale Mauro Piacenza, nominato penitenziere maggiore. Contestualmente diventa anche presidente della Commissione interdicasterale per la formazione dei candidati agli ordini sacri. Alla presidenza della Pontificia accademia ecclesiastica gli succede l'arcivescovo Giampiero Gloder.
Il 22 febbraio 2014 papa Francesco, nel suo primo concistoro, lo crea cardinale della diaconia dei Santi Cosma e Damiano, di cui prende possesso il successivo 25 maggio.
Il 18 agosto 2016, al compimento del 75º anno di età, viene confermato prefetto della Congregazione per il clero donec aliter provideatur.
Il 1º maggio 2020 lo stesso pontefice lo promuove all'ordine dei cardinali vescovi, assegnandogli il titolo della sede suburbicaria di Porto-Santa Rufina, di cui prende possesso il 25 aprile 2021.
È membro, per nomina pontificia, di diversi dicasteri della Curia romana: della Congregazione per i vescovi, dal 16 dicembre 2013; della Congregazione delle cause dei santi, della Congregazione per gli istituti di vita consacrata e le società di vita apostolica e della Congregazione per l'educazione cattolica, dal 22 maggio 2014; della Pontificia commissione per lo Stato della Città del Vaticano, dall'11 giugno 2016; della Congregazione per il culto divino e la disciplina dei sacramenti, dal 28 ottobre 2016; della Congregazione per la dottrina della fede, dal 22 novembre 2016 e della Congregazione per l'evangelizzazione dei popoli, dal 4 ottobre 2017.
L'11 giugno 2021 papa Francesco accoglie la sua rinuncia all'incarico di prefetto della Congregazione per il clero per raggiunti limiti d'età; dispone tuttavia che egli continui nelle sue mansioni fino alla presa di possesso del nuovo prefetto. Gli succede Lazarus You Heung-sik, fino ad allora vescovo di Daejeon. 
Il 18 agosto 2021 compie ottant'anni ed esce dal novero dei cardinali elettori.

## Genealogia episcopale e successione apostolica
La genealogia episcopale è:
- Cardinale Scipione Rebiba
- Cardinale Giulio Antonio Santori
- Cardinale Girolamo Bernerio, O.P.
- Arcivescovo Galeazzo Sanvitale
- Cardinale Ludovico Ludovisi
- Cardinale Luigi Caetani
- Cardinale Ulderico Carpegna
- Cardinale Paluzzo Paluzzi Altieri degli Albertoni
- Papa Benedetto XIII
- Papa Benedetto XIV
- Papa Clemente XIII
- Cardinale Enrico Benedetto Stuart
- Papa Leone XII
- Cardinale Chiarissimo Falconieri Mellini
- Cardinale Camillo Di Pietro
- Cardinale Mieczysław Halka Ledóchowski
- Cardinale Jan Maurycy Paweł Puzyna de Kosielsko
- Arcivescovo Józef Bilczewski
- Arcivescovo Bolesław Twardowski
- Arcivescovo Eugeniusz Baziak
- Papa Giovanni Paolo II
- Cardinale Beniamino Stella

La successione apostolica è:
- Vescovo Bernard Nsayi (1990)
- Vescovo José Alberto Rozo Gutiérrez, S.M.M. (2000)
- Vescovo Alvaro Efrén Rincón Rojas, C.SS.R. (2000)
- Vescovo José Vicente Huertas Vargas (2000)
- Vescovo Héctor Javier Pizarro Acevedo, O.A.R. (2001)
- Vescovo Eulises González Sánchez (2001)
- Vescovo Camilo Fernando Castrellón Pizano, S.D.B. (2001)
- Arcivescovo Misael Vacca Ramírez (2001)
- Vescovo Fidel León Cadavid Marin (2001)
- Vescovo Carlos Germán Mesa Ruiz (2003)
- Arcivescovo Ricardo Antonio Tobón Restrepo (2003)
- Vescovo Luis Albeiro Cortés Rendón (2003)
- Vescovo Luis Alberto Parra Mora (2003)
- Vescovo Edgar Hernando Tirado Mazo, M.X.Y. (2004)
- Vescovo Luis Felipe Sánchez Aponte (2004)
- Vescovo Juan Vicente Cordoba Villota, S.I. (2004)
- Vescovo Jaime Enrique Duque Correa, M.X.Y. (2006)
- Vescovo Guillermo Orozco Montoya (2006)
- Vescovo José Alejandro Castaño Arbeláez, O.A.R. (2007)